# Eucyclops cuatrocienegas
Eucyclops cuatrocienegas is een eenoogkreeftjessoort uit de familie van de Cyclopidae. De wetenschappelijke naam van de soort is voor het eerst geldig gepubliceerd in 2009 door Suárez-Morales & Walsh.